# Azucena Liévano
Azucena Liévano Gómez (Bogotá, 16 de diciembre de 1961) es una periodista, locutora, editora, directora y presentadora de televisión colombiana.

## Biografía
Nació en Bogotá. Estudió periodismo y comunicación en la Universidad de la Sabana con especialización en gerencia 
de mercadeo de la Universidad EAN.
Su trayectoria en la televisión se inició como presentadora suplente del Noticiero Nacional, jefa de redacción y directora en Noticiero Criptón. El 30 de agosto de 1990 fue secuestrada por el grupo Los Extraditables liderado por Pablo Escobar qué salió de Bogotá con cinco personas más, entre los cuales estaban Diana Turbay, Hero Buss (un alemán que escribía artículos sobre Colombia para la BBC), Richard Becerra, Orlando Acevedo y Juan Vitta, posteriormente fue liberada el 13 de diciembre.
Fue editora general y política en el Noticiero 24 Horas. Ingresó a Señal Colombia como productora  y presentadora en los programas Gay Tury, Secuestro y Qué hay Bogotá, presentadora de la Caminata de la Solidaridad por Colombia. Laboró en el Canal Congreso como directora de los programas Rumbo a la paz,Sin formato y Noticiero del Senado. Su último trabajo como jefa de redacción y periodista política de Noticias Caracol hasta su renuncia en 2023.
Han participado en la radio como locutora, directora de varios programas en Todelar, RCN Radio y Cadena Súper. Es catedrática de comunicación y periodismo en las universidades Sergio Arboleda, EAN y de la Sabana.